# Louis E. Martin
Pour les articles homonymes, voir Louis Martin et Martin.
Louis Emanuel Martin, Jr. (né le 18 novembre 1912 à Shelbyville et mort le 6 janvier 1997 à Orange) est un journaliste, écrivain et éditeur de journaux afro-américain, militant des droits civiques aux États-Unis.

## Biographie
Conseiller auprès de trois présidents des États-Unis du Parti démocrate (John Fitzgerald Kennedy, Lyndon B. Johnson et Jimmy Carter). Grâce à son activisme politique, il est devenu connu sous le surnom de « parrain de la politique noire ».